# Yang Yali
Yang Yali és una esportista xinesa que va competir en piragüisme en la modalitat d'aigües tranquil·les, guanyadora de dues medalles de plata al Campionat Mundial de Piragüisme els anys 2006 i 2007.

## Palmarès internacional
| Campionat del món | Campionat del món    | Campionat del món | Campionat del món |
| Any               | Lloc                 | Medalla           | Esdeveniment      |
| ----------------- | -------------------- | ----------------- | ----------------- |
| 2006              | Szeged ( Hongria)    | 2                 | K2 1000 m         |
| 2007              | Duisburg ( Alemanya) | 2                 | K4 1000 m         |